# Tjocknäbbad minerare
Tjocknäbbad minerare (Geositta crassirostris) är en fågel i familjen ugnfåglar inom ordningen tättingar.

## Utseende
Tjocknäbbad minerare är en knubbig trastliknande fågel med just kraftig näbb. Fjäderdräkten är mestadels brun, utan kraftiga teckningar. Noterbart är dess kraftiga nedåtböjda näbb, men även ljust ögonbrynsstreck. På vingarna har den en kastanjebrun fläck, men den syns vanligen enbart i flykten. Den korta stjärten skiljer den från arter som långnäbbad markkrypare och vitstrupig markkrypare.

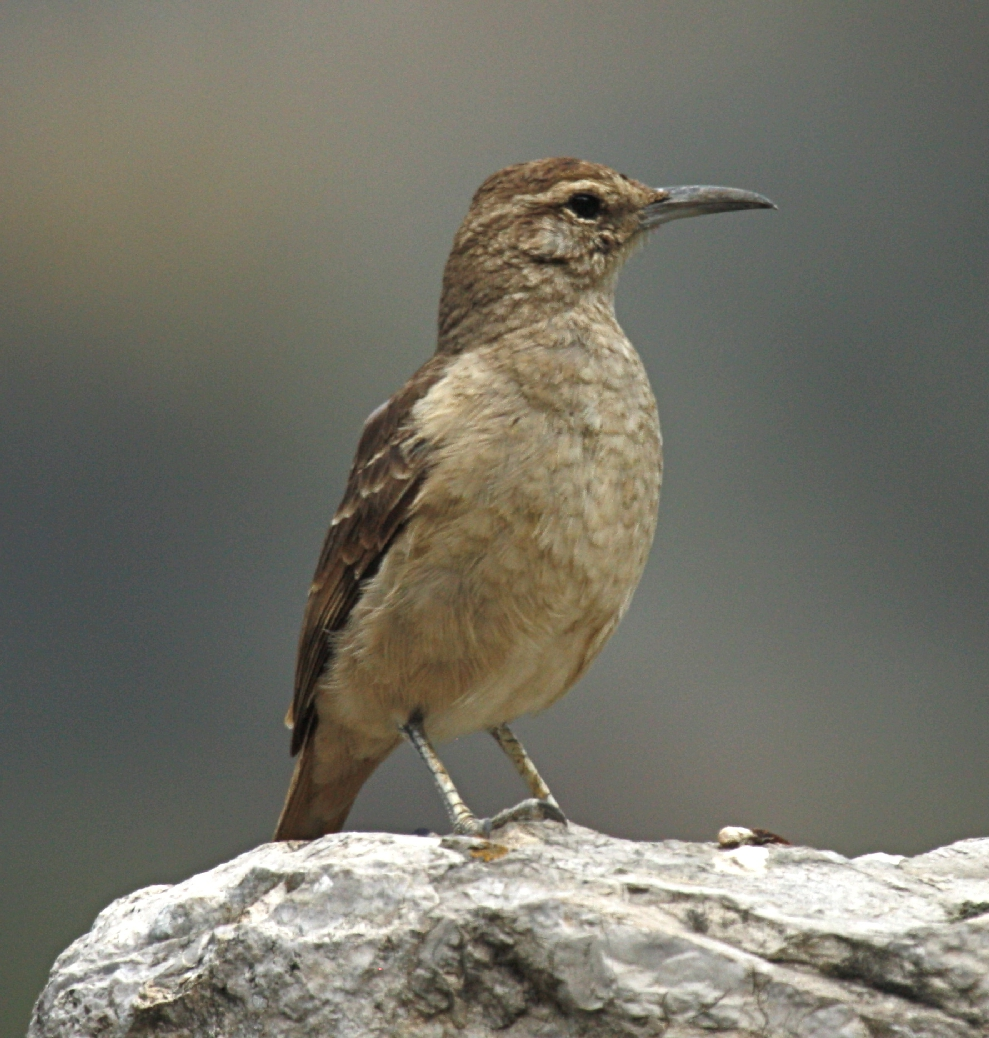

## Utbredning och systematik
Fågeln förekommer i Andernas västsluttning i Peru (från Lima söderut till Arequipa). Den behandlas antingen som monotypisk eller delas in i två underarter med följande utbredning:
- Geositta crassirostris fortis – förekommer i sydvästra Peru
- Geositta crassirostris crassirostris – förekommer i västra Peru

### Familjetillhörighet
Minerarna placeras traditionellt i familjen ugnfåglar (Furnariidae), men urskiljs av vissa som en egen familj tillsammans med lövkastarna i Sclerurus efter DNA-studier.

## Levnadssätt
Tjocknäbbad minerare hittas i kustnära lägre bergstrakter och arida sluttningar i Anderna. Den är mestadels marklevande och ses ofta sitta på klippblock.

## Status och hot
Arten har ett stort utbredningsområde, men tros minska i antal, dock inte tillräckligt kraftigt för att den ska betraktas som hotad. Internationella naturvårdsunionen IUCN listar arten som livskraftig (LC).